# Pěkné prázdniny s orientačním během v Českém ráji
Pěkné prázdniny s orientačním během v Českém ráji jsou vícedenní tříetapové závody jednotlivců v orientačním běhu konané každoročně koncem srpna v okolí Turnova v Českém ráji. Pořadatelem je sportovní klub OOB TJ Turnov, který pořádá závody v atraktivních terénech s pískovcovými skalami v CHKO Český ráj. I z tohoto důvodu bývá účast na závodech více než 1000 závodníků, která je však limitována z důvodu ochrany přírody.

## Historie
První závody se uskutečnily v roce 1992 v komorní atmosféře pod názvem Prázdninové loučení s orientačním během v Českém ráji. Postupně si díky atraktivním terénům získaly popularitu. V roce 1997 z důvodu posunu termínu kvůli kolizi s jinými vícedenními závody došlo ke změně názvu na Pěkné prázdniny s orientačním během v Českém ráji, zkráceně Pěkné prázdniny či PéPéčka.
V roce 2010 proběhly závody společně s mezinárodním tréninkovým utkáním evropských reprezentací Euromeeting.
Od roku 2016 probíhají závody ve formátu pátek-sobota-neděle, do té doby byly závody jen dvoudenní, přičemž zpravidla v sobotu proběhly dvě etapy.

## Přehled závodů
| Přehled uspořádaných závodů | Přehled uspořádaných závodů | Přehled uspořádaných závodů             | Přehled uspořádaných závodů         | Přehled uspořádaných závodů                       | Přehled uspořádaných závodů           | Přehled uspořádaných závodů | Přehled uspořádaných závodů | Přehled uspořádaných závodů | Přehled uspořádaných závodů |
| Rok                         | Datum                       | Místo                                   | Formát                              | Mapy                                              | Ředitel                               | Počet startujících          | Vítěz hl. kat mužů          | Vítězka hl. kat. žen        | Poznámka                    |
| --------------------------- | --------------------------- | --------------------------------------- | ----------------------------------- | ------------------------------------------------- | ------------------------------------- | --------------------------- | --------------------------- | --------------------------- | --------------------------- |
| 1                           | 29.-30. 8. 1992             | Modřišice - Podháj • centrum            | 2 dny: krátká, sprint; klasika      | Kozlov, Svatá Anna, Kozlov                        | Miroslav Šulc                         |                             | Tomáš Prokeš                | Martina Horáčková           |                             |
| 2                           | 28.-29. 8. 1993             | Modřišice - Podháj • centrum            | 2 dny: krátká, sprint; klasika      | Šetřilovsko, Kozlov, Svatá Anna                   | Miroslav Šulc                         |                             | Martin Tichovský            | Hana Lejsková               |                             |
| 3                           | 27.-28. 8. 1994             | Modřišice - Podháj • centrum            | 2 dny: krátká, sprint; klasika      | Svatá Anna, Kozlov, Kozlov                        | Miroslav Šulc                         | 550                         | Tomáš Vácha                 | Kateřina Tichá              |                             |
| 4                           | 26.-27. 8. 1995             | Kamenice • centrum                      | 2 dny: krátká, sprint; klasika      | Kost 1, Kost 1, Kost 1                            | Miroslav Šulc                         |                             |                             |                             |                             |
| 5                           | 31. 8. - 1. 9. 1996         | Branžež • centrum                       | 2 dny: krátká, sprint; klasika      | Kost 1, Kančí zoubek, Kančí zoubek                | Miroslav Šulc                         | 700                         | Miroslav Seidl              | Olga Jirsová                |                             |
| 6                           | 16.-17. 8. 1997             | Srbsko • centrum                        | 2 dny: krátká, sprint; klasika      | Kost 1, Kost 1, Kost 1                            | Miroslav Šulc                         |                             | Michal Horáček              | Hana Lejsková               |                             |
| 7                           | 22.-23. 8. 1998             | Branžež • centrum                       | 2 dny: krátká, sprint; klasika      | Kančí zoubek, Kančí zoubek, Kančí zoubek          | Miroslav Šulc                         |                             | Marek Prášil                | Cornelia Eckardt            |                             |
| 8                           | 14.-15. 8. 1999             | Čížovka • centrum                       | 2 dny: sprint, sprint; klasika      | Kost 1, Kost 1, Kančí zoubek                      | Miroslav Šulc                         | 1000                        | Martin Tichovský            | Marcela Klapalová           |                             |
| 9                           | 26.-27. 8. 2000             | Srbsko • centrum                        | 2 dny: krátká, sprint; klasika      | Kost 1, Kost 1, Kost 1                            | Miroslav Šulc                         | 1090                        | Zdeněk Zuzánek              | Petra Novotná               |                             |
| 10                          | 25.-26. 8. 2001             | Kacanovy • centrum                      | 2 dny: krátká, sprint; klasika      | Bukovec - západ, Jezírka, Kacanovy                | Helena Kvapilová, Miroslav Šulc       | 942                         | Petr Losman                 | Zuzana Macúchová            |                             |
| 11                          | 24.-25. 8. 2002             | Srbsko • centrum                        | 2 dny: sprint, sprint; klasika      | Pomníky, Bohouškovy vývraty, Kost 1               | Filip Stárek                          | 1069                        | Jan Kučera                  | Radka Jedličková            |                             |
| 12                          | 23.-24. 8. 2003             | Kacanovy • centrum                      | 2 dny: sprint, sprint; klasika      | Hlavatice, Jezírka, Svatá Anna                    | Filip Stárek                          | 905                         | Radek Novotný               | Petra Novotná               |                             |
| 13                          | 21.–22. 8. 2004             | Branžež • centrum                       | 2 dny: krátká, krátká; klasika      | Pomníky, Kost-sever, Kost 1                       | Jana Omová                            | 1039                        | Jan Palas                   | Petra Novotná               |                             |
| 14                          | 19.-21. 8. 2005             | Kacanovy • centrum                      | 2 dny: krátká, krátká; klasika      | Hlavatice, Jezírka, Svatá Anna                    | Martin Váňa                           | 890                         | Jan Procházka               | Zuzana Stehnová             |                             |
| 15                          | 18.-20. 8. 2006             | Branžež • centrum                       | 2 dny: krátká, krátká; klasika      | Branžež, Skokovy, Kost 1                          | Jindřich Kořínek                      | 904                         | Kim Fagerudd                | Lucie Waldová               |                             |
| 16                          | 11.-12. 8. 2007             | Malá Skála • centrum                    | 2 dny: krátká, sprint; klasika      | Foukané díry, Chocholka, Drábovna                 | Jana Omová                            | 762                         | Zdeněk Rajnošek             | Kristýna Kovářová           |                             |
| 17                          | 23.-24. 8. 2008             | Kacanovy • centrum                      | 2 dny: krátká, sprint; klasika      | Jezírka, Hlavatice, Kacanovy                      | Tereza Sehnalová (Vlčková)            | 820                         | Jan Procházka               | Martina Dočkalová           |                             |
| 18                          | 22.-23. 8. 2009             | Rovensko pod Troskami - Palda • centrum | 2 dny: klasika; sprint, krátká      | Skaláček, Palda, Bora                             | Filip Stárek                          | 1012                        | Pavel Hradec                | Simona Karochová            |                             |
| 19                          | 20.-22. 8. 2010             | Srbsko • centrum                        | 3 dny: krátká; zkrácená; klasika    | Sněhurka, Branžež, Kost                           | Martin Váňa                           | 849                         | Vladimír Lučan              | Bohdana Heczková            |                             |
| 20                          | 20.-21. 8. 2011             | Kacanovy • centrum                      | 2 dny: krátká, sprint; klasika      | Hlavatice, Radeč, Bukovec                         | Barbora Rančáková                     | 960                         | Jakub Škoda                 | Ivana Bochenková            |                             |
| 21                          | 25.-26. 8. 2012             | Malá Skála • centrum                    | 2 dny: krátká, sprint; klasika      | Zbirohy, Vranové I, Drábovna                      | Daniel Wolf                           | 1100                        | Jan Petržela                | Iveta Duchová               |                             |
| 22                          | 24.-25. 8. 2013             | Rovensko pod Troskami - Palda • centrum | 2 dny: krátká, sprint; klasika      | Skaláček – Krkavčí skály, Borecké skály, Skaláček | Jindřich Kořínek                      | 1131                        | Jan Petržela                | Vendula Haldin              | ORIS                        |
| 23                          | 23.-24. 8. 2014             | Branžež • centrum                       | 2 dny: krátká, sprint; klasika      | Kančí zoubek, Branžež, Kost                       | Markéta Poloprutská, Petra Pavlovcová | 1184                        | Štěpán Kodeda               | Lenka Poklopová             | ORIS                        |
| 24                          | 22.-23. 8. 2015             | Kacanovy • centrum                      | 2 dny: krátká; krátká; klasika      | Radeč, Jezírka, Bukovec                           | Filip Stárek                          | 1184                        | Miloš Nykodým               | Monika Doležalová           | ORIS                        |
| 25                          | 19.-21. 8. 2016             | Malá Skála • centrum                    | 3 dny: krátká; krátká; klasika      | Chléviště, Drábovna, Kalich                       | Daniel Wolf                           | 1326                        | Moritz Döllgast             | Zuzana Hermanová            | ORIS                        |
| 26                          | 25.-27. 8. 2017             | Borek pod Troskami • centrum            | 3 dny: krátká; klasika; krátká      | Trosky, Skaláček, Bora                            | Veronika Horáková, Martin Baier       | 1310                        | Matouš Fürst                | Kamila Gregorová            | ORIS                        |
| 27                          | 24.-26. 8. 2018             | Srbsko • centrum                        | 3 dny: krátká; klasika; krátká      | U obory, Kost, Branžež                            | Karolína Šolcová, Ivana Nejezchlebová | 1333                        | Pavel Kubát                 | Anna Štičková               | ORIS                        |
| 28                          | 23.-25. 8. 2019             | Vyskeř • centrum                        | 3 dny: krátká; klasika; krátká      | Vyskeř, Bukovec, Stávek                           | Filip Stárek                          | 1339                        | Tomáš Křivda                | Anna Štičková               | ORIS                        |
| 29                          | 21.-23. 8. 2020             | Malá Skála • centrum                    | 3 dny: lesní sprint; krátká; krátká | Pantheon, Drábovna, Drábovna                      | Pavla Heřmánková                      | 1317                        | Baptiste Rollier            | Tereza Odehnalová           | ORIS                        |
| 30                          | 20.-22. 8. 2021             | Kacanovy • centrum                      | 3 dny: krátká; klasika; krátká      | Svatá Anna, Radeč, Jezírka                        | Pavel Žemlík                          | 1232                        | Baptiste Rollier            | Patricia Nieke              | ORIS                        |
| 31                          | 19.-21. 8. 2022             | Branžež • centrum                       | 3 dny: krátká; klasika; krátká      | Kančí zoubek, Kost, Branžež                       | Pavel Žemlík                          | 1300                        | Jan Procházka               | Karolína Kettner            | ORIS                        |
| 32                          | 18.-20. 8. 2023             | Krčkovice • centrum                     | 3 dny: krátká; klasika; krátká      | Trosky, Skaláček, Krčkovice                       | Kryštof Karatsiolis, Vít Zakouřil     | 1300                        | Pavel Kubát                 | Tereza Čechová              | ORIS                        |
| 33                          | 23.-25. 8. 2024             | Malá Skála • centrum                    | 3 dny: krátká; klasika; krátká      | Foukané díry, Drábovna, Suché skály               | Pavla Heřmánková                      | 1300                        | Miloš Nykodým               | Marie Pospíšilová           | ORIS                        |
| 34                          | 22.-24. 8. 2025             | Hrubá Skála • centrum                   | 3 dny: krátká; klasika; krátká      |                                                   | Jindřich Kořínek                      | 1300                        |                             |                             | ORIS                        |

## Galerie

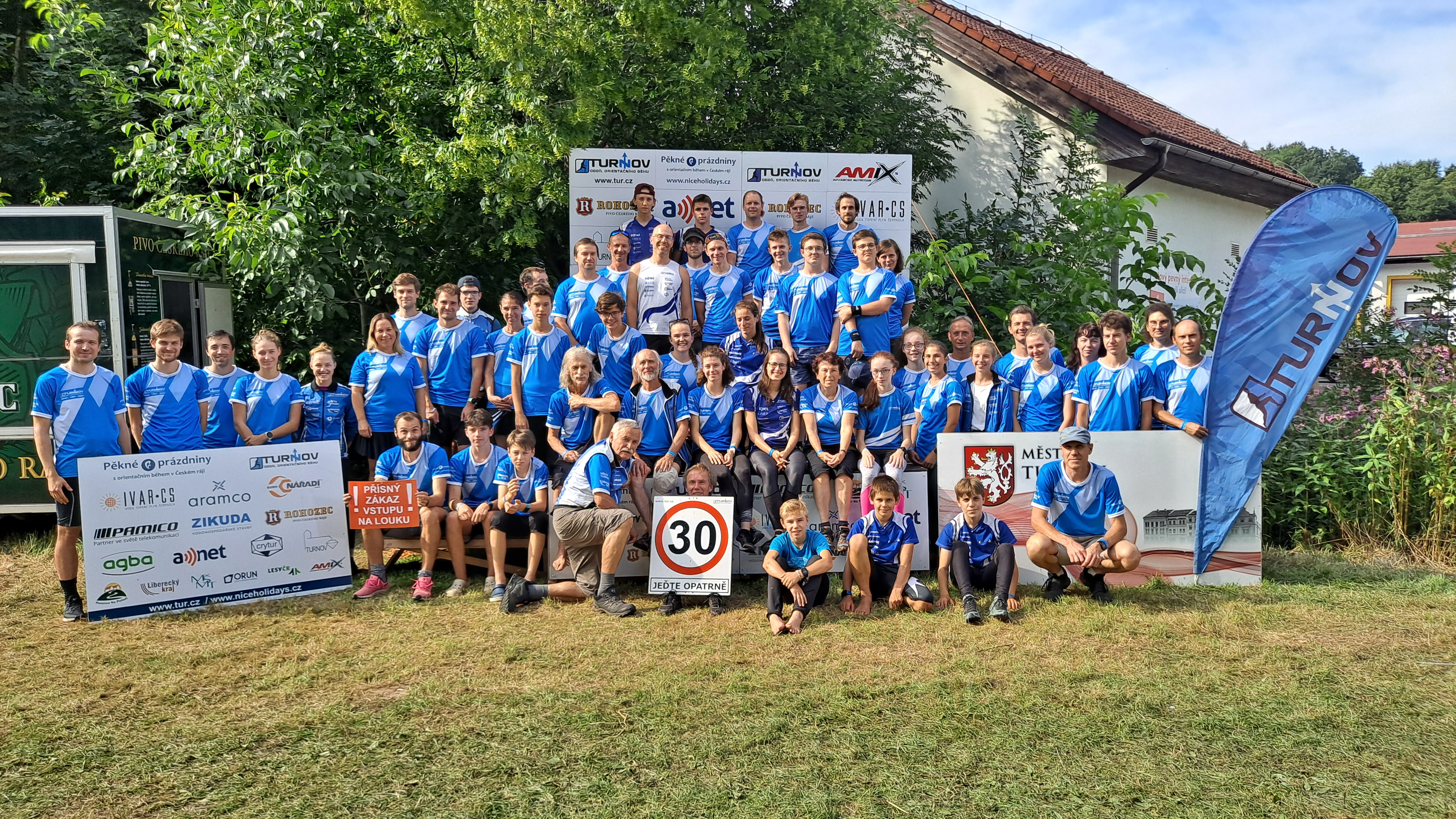
Pěkné prázdniny 2021 - společné foto pořadatelů
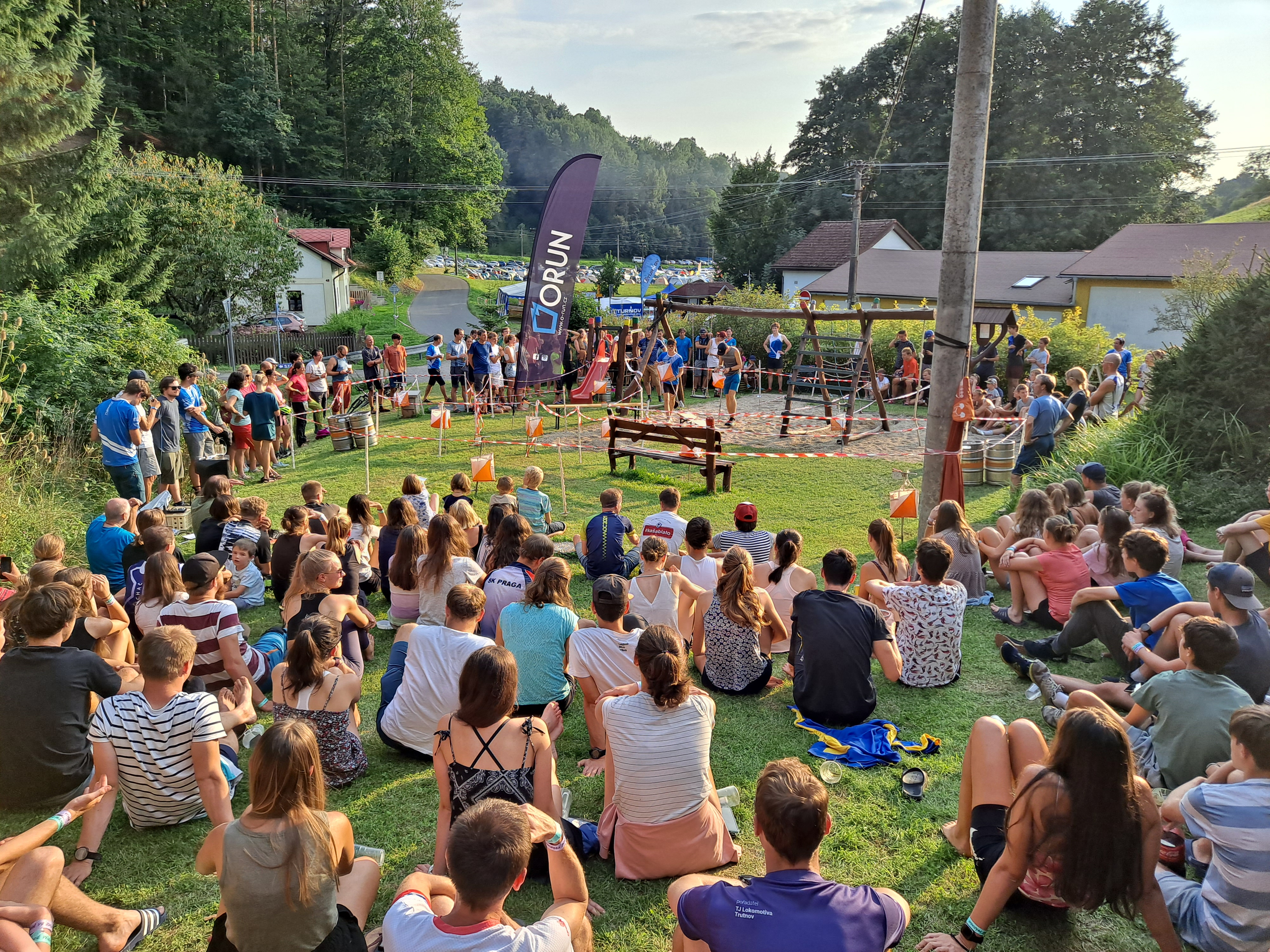
Doprovodný program - Píchač Pěkných prázdnin 2021, v pozadí kemp